# Harpalus somnulentus
Harpalus somnulentus är en skalbaggsart som beskrevs av Pierre François Marie Auguste Dejean. Harpalus somnulentus ingår i släktet Harpalus och familjen jordlöpare. Inga underarter finns listade i Catalogue of Life.